# James Corsi (giocatore di baseball)
James Bernard Corsi, detto Jim (Newton, 9 settembre 1961 – Bellingham, 4 gennaio 2022), è stato un giocatore di baseball statunitense.
È stato lanciatore di rilievo di Oakland Athletics (1988-89, 1992 e 1995-96), Houston Astros (1991), Florida Marlins (1993), Boston Red Sox (1997-99) e Baltimore Orioles (1999).
Ha vinto le World Series con gli Athletics nel 1989. Sempre con la squadra di Oakland ha vinto il pennant dell'American League nel 1988.
In dieci stagioni in Major League Baseball (MLB) ha realizzato un record di 22-24 su 368 partite giocate, con una sola partenza, 115 partite finite, 7 salvezze, 481 ⅓ inning lanciati, 450 valide concesse, 197 punti subiti, 174 punti sul lanciatore concessi, 33 fuoricampo subiti, 191 basi per ball concesse, 290 strikeout, 13 colpiti, 8 lanci pazzi, 2032 battitori affrontati, 28 basi intenzionali, 2 balk ed una media PGL di 3,25.
Corsi è stato membro della squadra inaugurale dei Florida Marlins che ha iniziato a giocare in Major League Baseball nel 1993.